# Ilsank

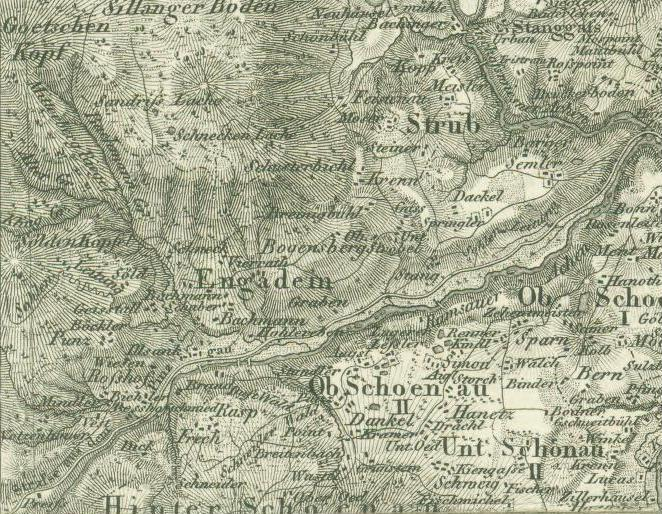
Historische Karte von Engedey (Engedein), mit dem Anwesen Illsank. Der heutige Ortsteil Ilsank liegt östlich davon (etwa wo Hollereben eingezeichnet ist, und weiter östlich).

Ilsank ist ein Ort ohne amtlichen Ortsnamen auf der Gemarkung Bischofswiesen in der Gemeinde Bischofswiesen im Landkreis Berchtesgadener Land.

## Lage
Ilsank liegt an der Ramsauer Straße (Bundesstraße 305, hier Teil der Deutschen Alpenstraße) zwischen Ramsau und Berchtesgaden.

## Geschichte
Seinen Namen erhielt die Siedlung vom historischen Anwesen (ganzer Hof) Illsank, bzw. Illsankmühle nach der statistischen Übersicht von 1698, damals eines von 20 Anwesen bzw. von 16 ganzen Höfen. Die Illsankmühle stand jedoch 200 Meter weiter westlich als das westlichste Gebäude der heutigen Siedlung, unmittelbar westlich des Bachmanngrabens nahe dessen Mündung in die Ramsauer Ache.
1817 wurde in Ilsank für die von Berchtesgaden über Ramsau nach Bad Reichenhall führende Berchtesgadener Soleleitung von Georg Friedrich von Reichenbach ein Brunnhaus eingerichtet, das mit seiner Weiterentwicklung der von ihm bereits 1810 gebauten Wassersäulenhebemaschine ausgestattet war. Diese Maschine vermochte zum höher gelegenen Brunnhaus Söldenköpfl einen Höhenunterschied von 360 m zu überwinden. Die Reichenbachpumpe war von 1817 bis 1927 in Betrieb (explizit für das Brunnhaus in „Ilsank“ wird bis 1903 die Verwendung einer Maschine „Typ III“ genannt), danach wurde sie durch eine Änderung der Streckenführung nicht mehr benötigt. Auf dem alten Soleleitungsweg sind u. a. in Ilsank noch heute die seinerzeit genutzten Holzrohre (Deicheln) zu sehen.

## Einrichtungen
- Vereinssitz und Bolzplatz der Spielvereinigung Engedey[6]

## Sehenswürdigkeiten
- Berchtesgadener Soleleitung
- Bachmann-Kapelle am Vierradweg, offener Bau mit Vordach und Ausstattung aus dem 17./18. Jahrhundert[7]
- Historische und denkmalgeschützte Bauernhäuser: Bachmann-Lehen, Geisstall, Schobertiefenlehen, Stadlhäusl, Schneckenlehen.

## Persönlichkeiten
mit Wohnsitz in Ilsank:
- Georg Hackl (* 1966), Rennrodler, ab 1988 mehrfacher Europameister, Weltmeister und Olympiasieger
- Markus Zimmermann (* 1964) ist ein ehemaliger deutscher Bobsportler.